# Hessisches Landesmuseum Darmstadt
Hessisches Landesmuseum Darmstadt är ett museum i Darmstadt i förbundslandet Hessen. Det grundades 1820 och är ett av Tysklands äldsta och till antalet föremål största museer. Det är ett av tre offentliga förbundslandsmuseer i Hessen; de andra två ligger i Kassel respektive Wiesbaden.

## Samlingen
Det är ett på tyska kallat ”universalmuseum” och ställer ut såväl kultur- och naturhistoriska föremål som konst och arkeologiska artefakter under parollen Die ganze Welt unter einem Dach ("Hela välden under ett tak"). Samlingen har sin grund i den som lantgrevarna av Hessen-Darmstadt började samla in redan på 1600-talet. Museet invigdes 1820 på initiativ av Ludvig X av Hessen-Darmstadt. Bland utställda föremål märks teckningar av Albrecht Dürer och Rembrandt samt målningar av Pieter Brueghel den äldre, Lucas Cranach den äldre, Peter Paul Rubens, Arnold Böcklin, August Macke och Gerhard Richter. Museet hyser också världens största samling av Joseph Beuys verk, inte mindre än 290 föremål är utställda i sju rum i den så kallade Block Beuys. Där finns också kyrklig medeltidskonst i form av en elfensbenspanel från Magdeburg och altarskåp från Ortenberg (se bildgalleri), liksom inredning i art nouveau-stil av Henry van de Velde. Andra höjdpunkter är de zoologiska dioramorna från 1906 och 48 miljoner år gamla fossiler från det närbelägna världsarvet Messels gruva.

## Museibyggnaden
Inledningsvis huserade museet i delar av Residenzschloss Darmstadt. År 1897 gav Ernst Ludvig av Hessen den tyske arkitekten Alfred Messel i uppdrag att uppföra en särskild museibyggnad vilken kunde invigas 1906. Under Nazityskland förstördes 82 modernistiska konstverk i museets samlingar eftersom de ansågs vara entartete kunst (urartad konst). Museibyggnaden skadades svårt under bombningar av Darmstadt under andra världskriget(en). Under Georg Zimmermanns ledning återuppbyggdes museet som åter öppnade 1955. Reinhold Karge ansvarade för en utbyggnad av museet 1984 där tavelsamlingen nu återfinns.

## Urval ur samlingen
Se även Kategori:Konstverk på Hessisches Landesmuseum Darmstadt

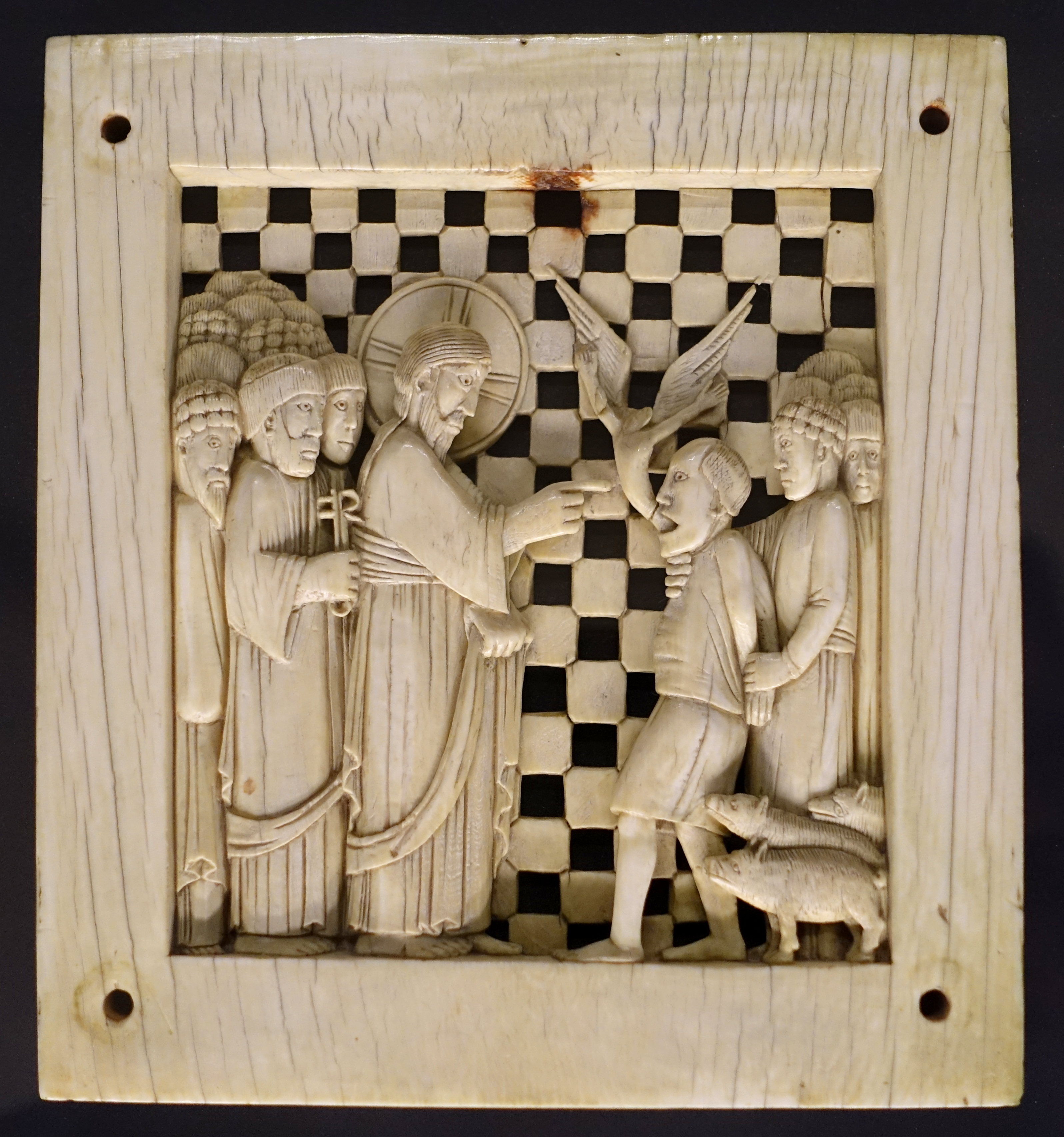
Elfenbenspanel föreställande Jesus botar en besatt i Gerasa beställd av kejsar Otto I till katedralen i Magdeburg (900-talet).
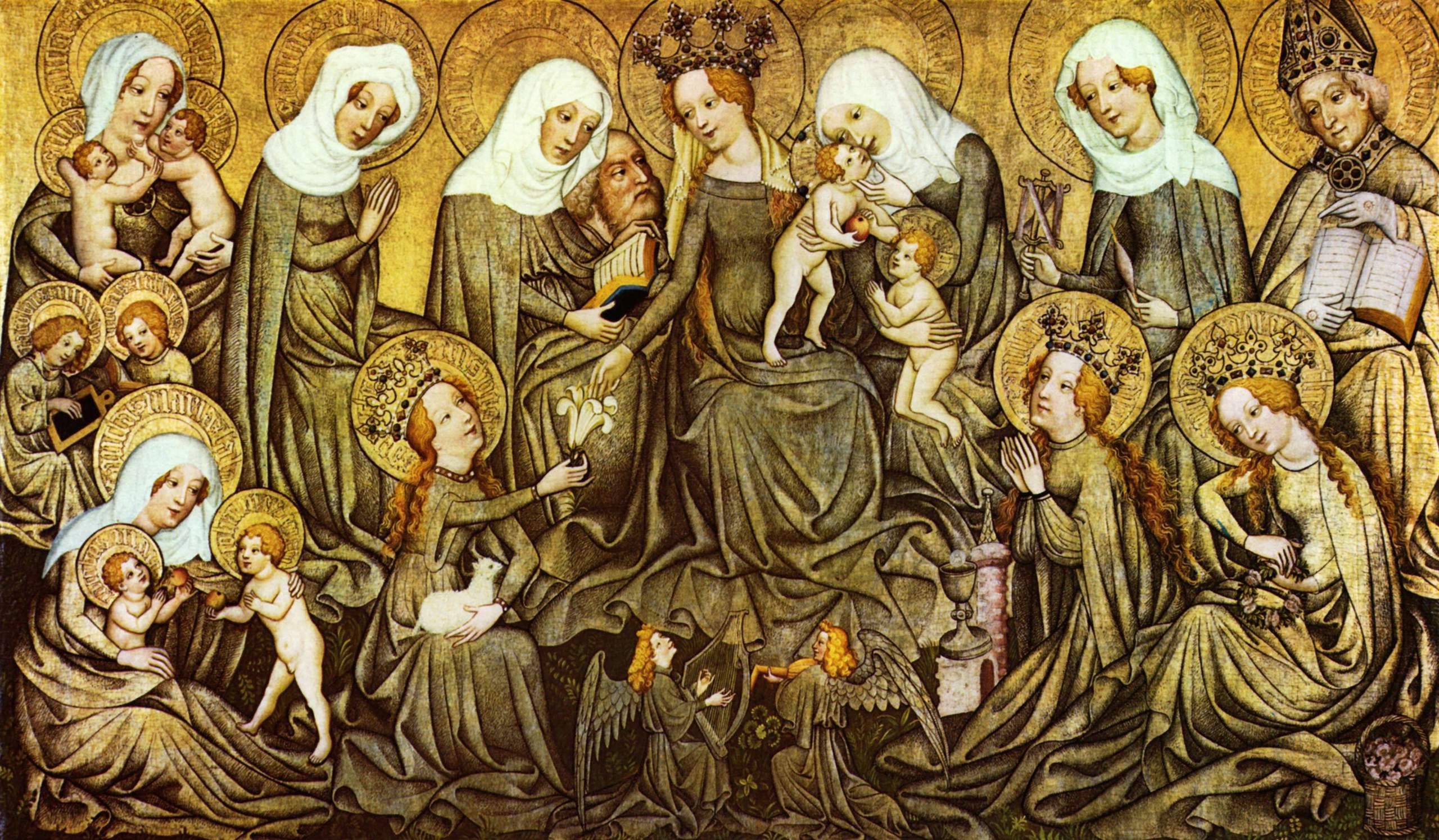
Altarskåpet från Ortenberg, cirka 1420.
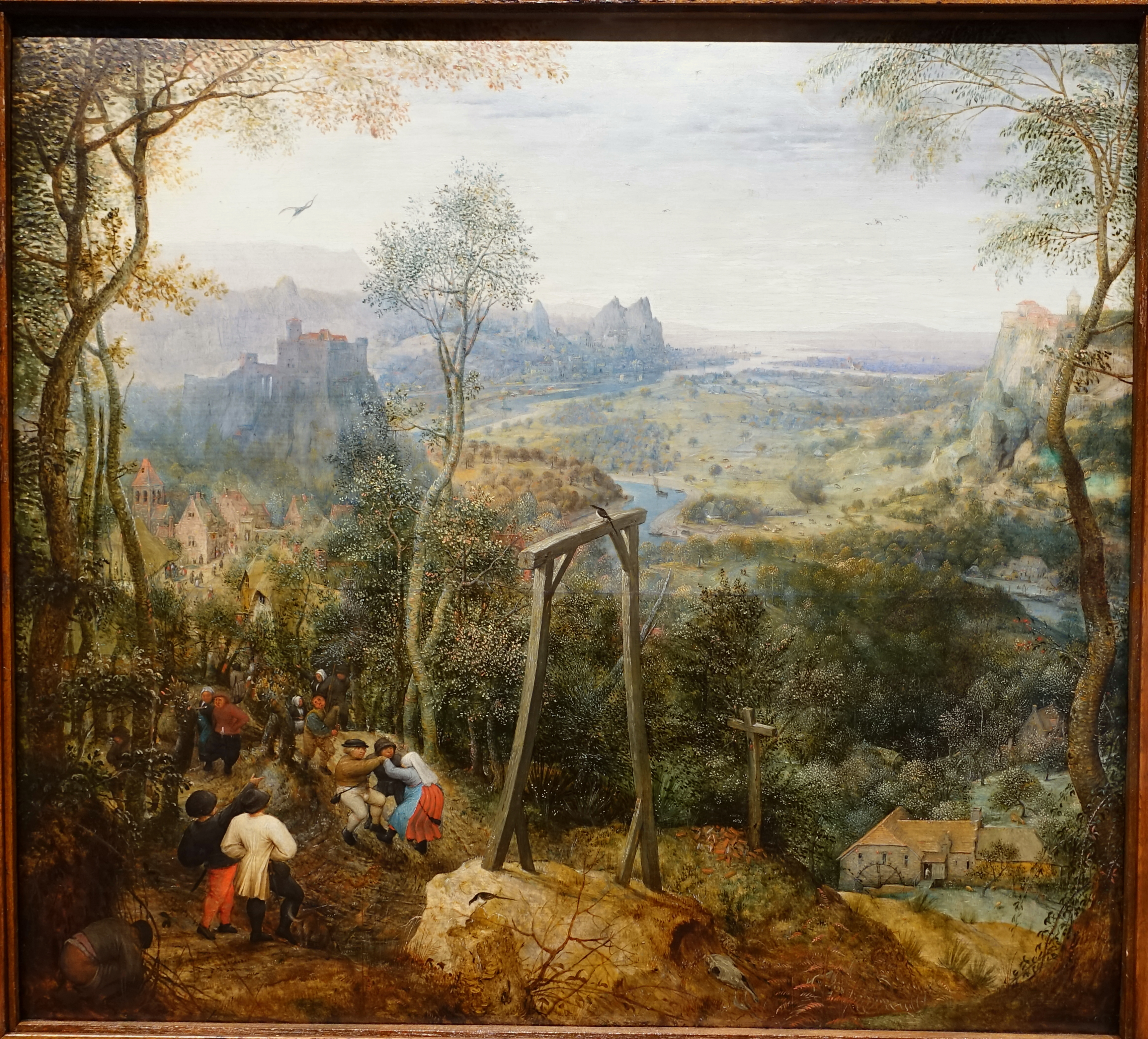
Pieter Brueghel den äldre, Skatan på galgen.
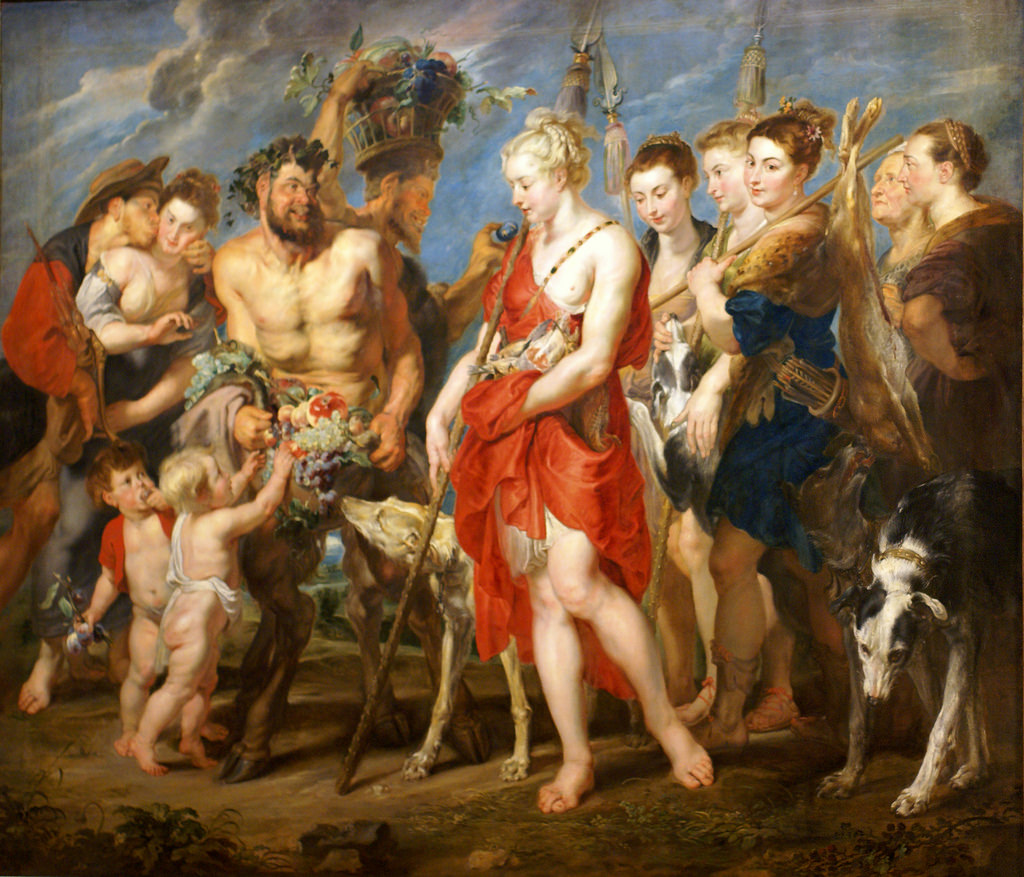
Peter Paul Rubens Diana återvänder från jakten
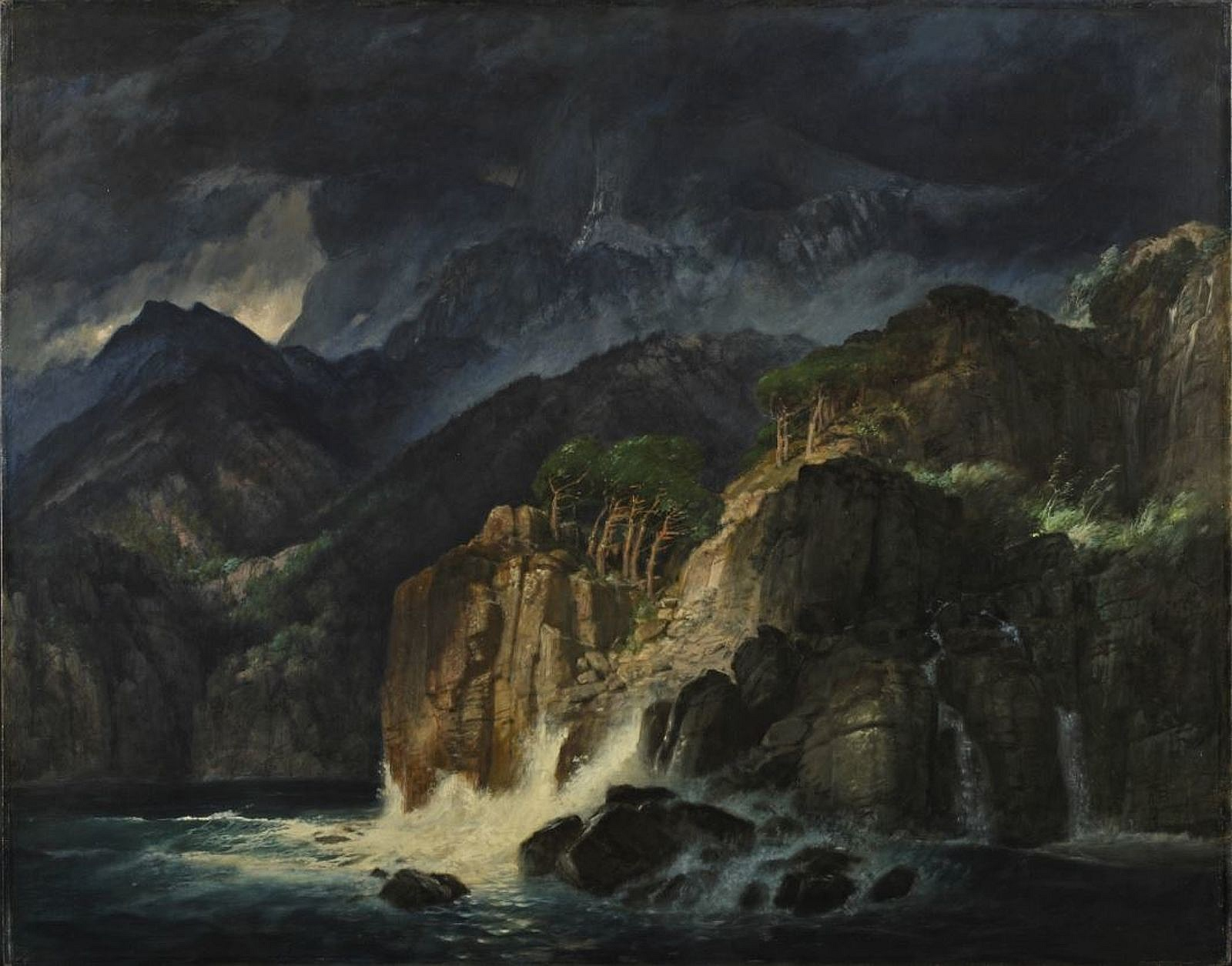
Arnold Böcklin, Fängslade Prometheus.
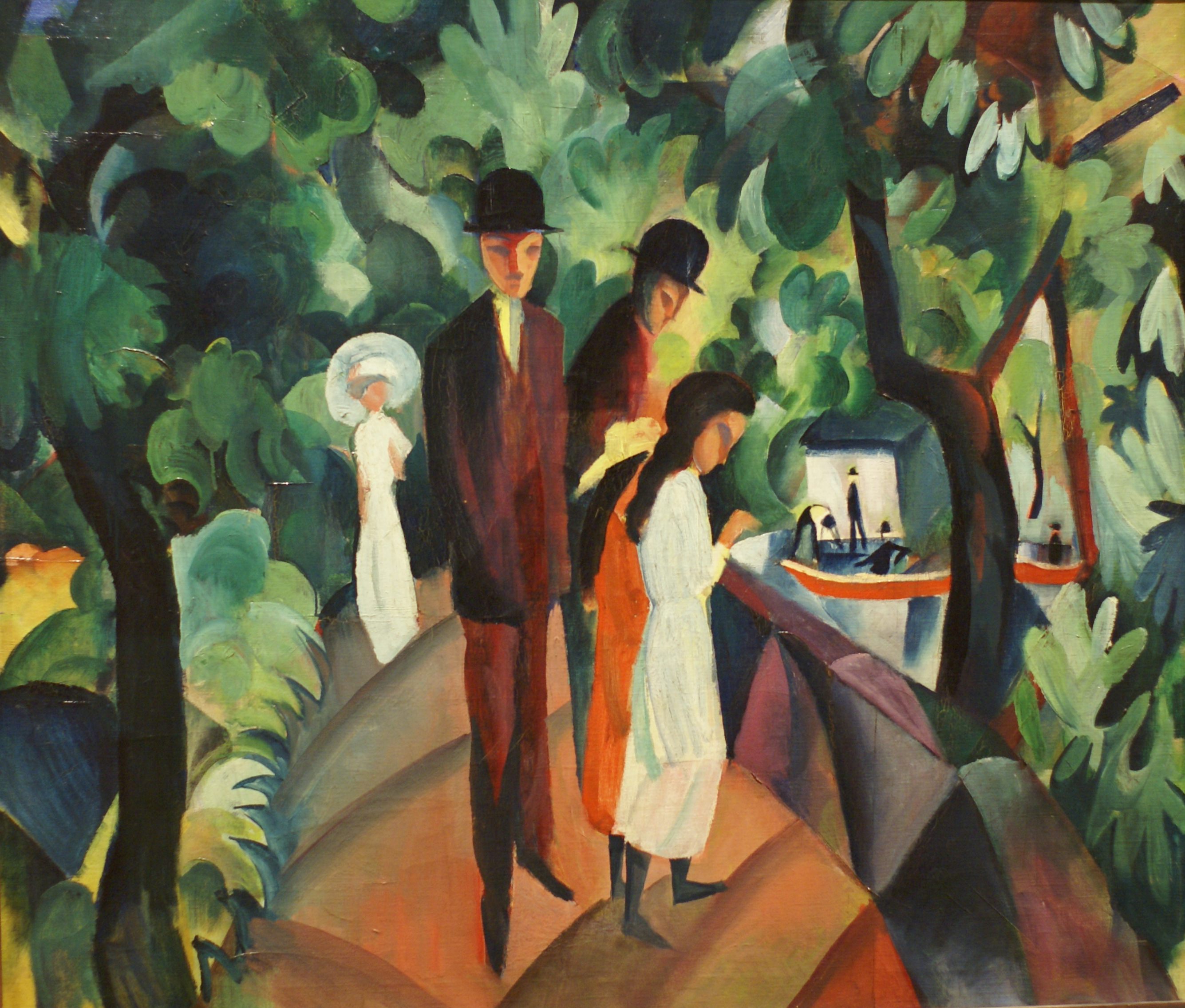
August Macke, Promenad på bron.
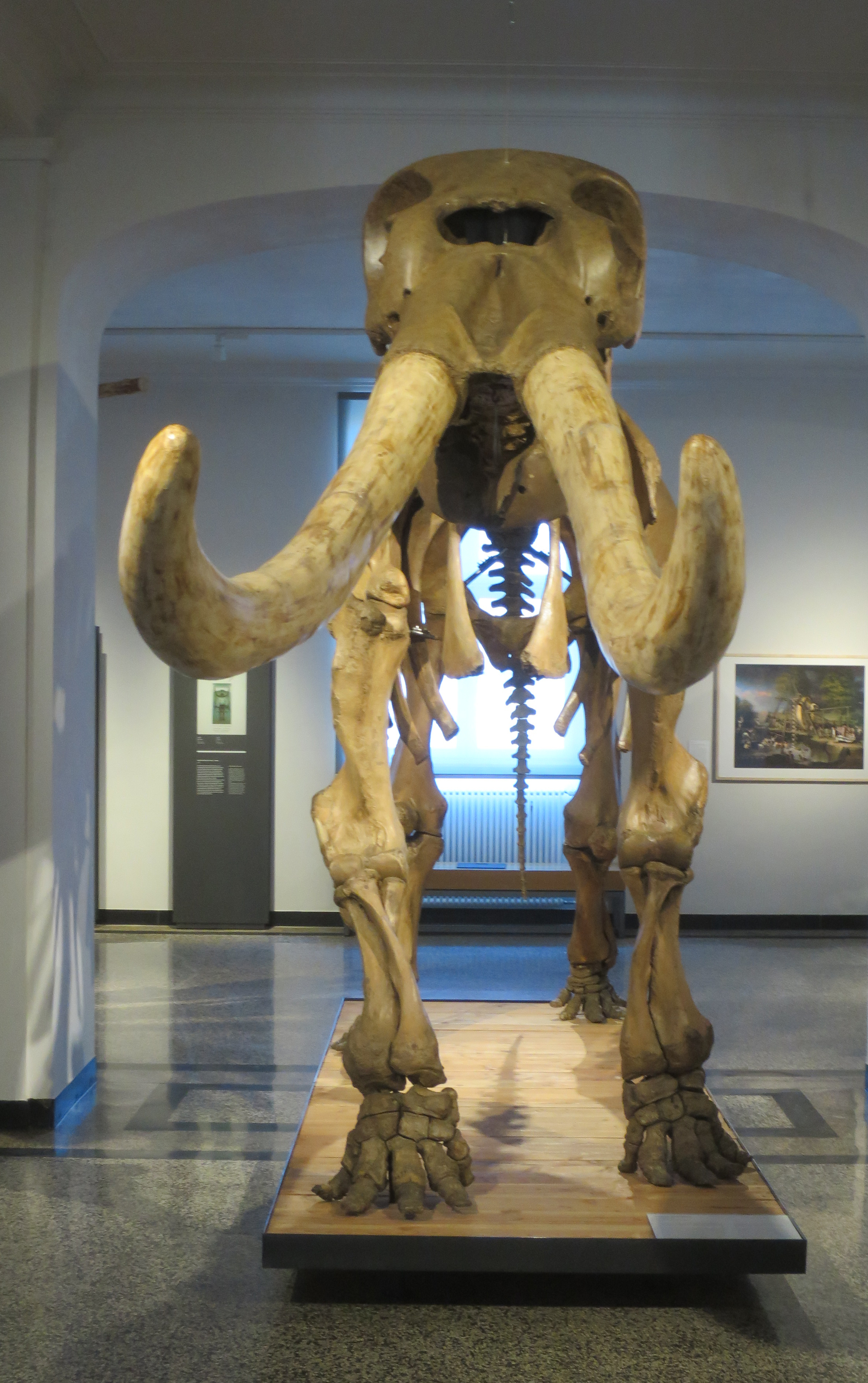
Skelett från en förhistorisk mastodont.
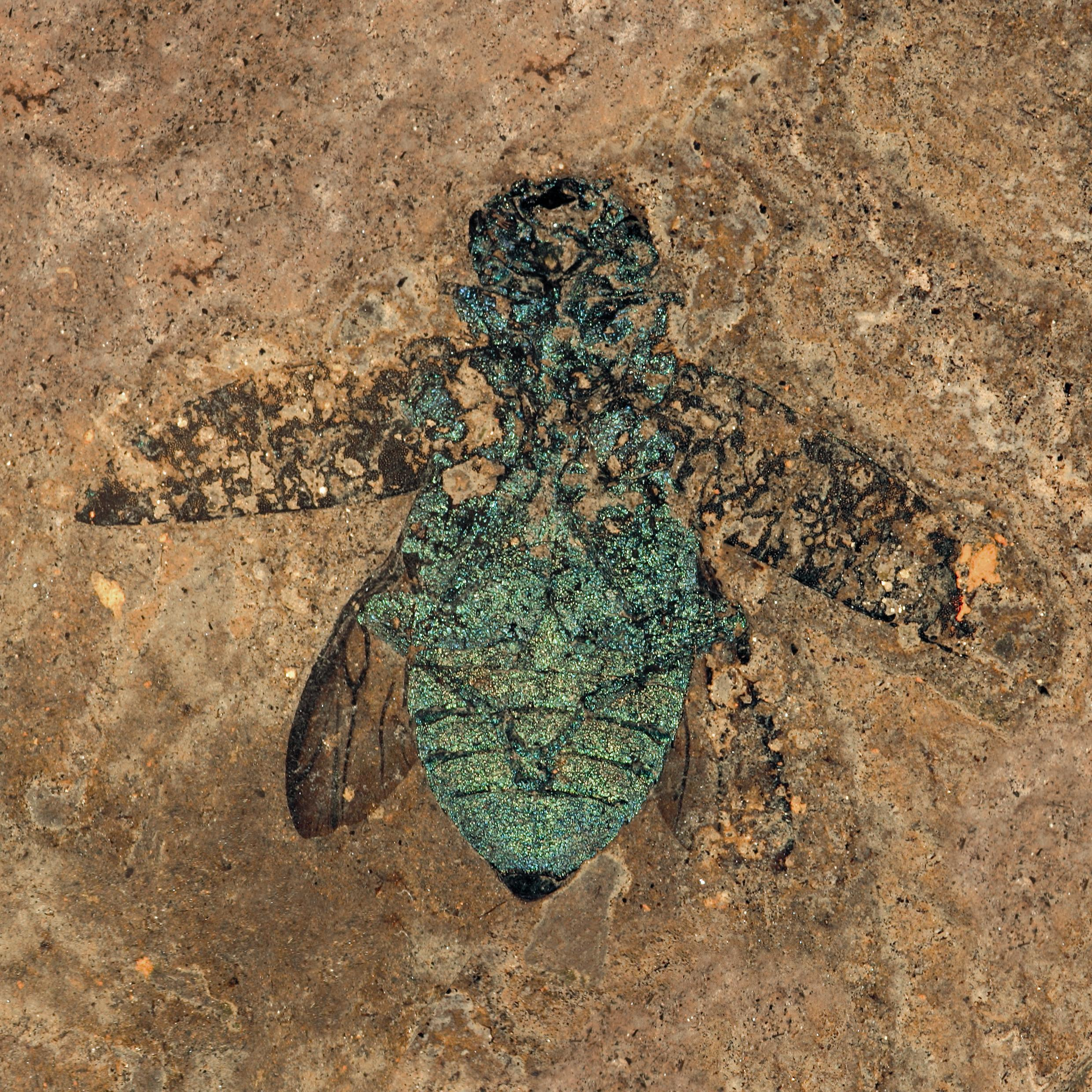
Fossilt fynd av praktbagge från det närbelägna världsarvet Messels gruva.
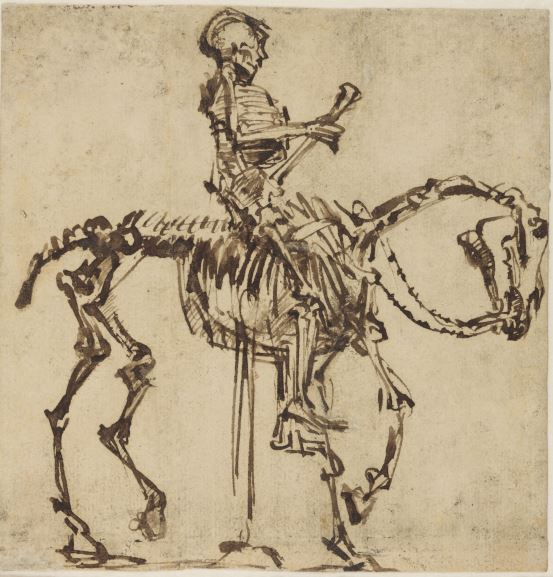
Rembrandt Harmenszoon van Rijn, Skelettryttaren, cirka 1655.